# 24 Док
«24 Doc» — бывший круглосуточный телеканал мирового документального кино. В эфире телеканала были представлены фильмы-лауреаты премии «Оскар» и призёры главных кинофестивалей, сериалы и телевизионные проекты современности, биографии и фильмы-сенсации.
Телеканал «24_DOC» входил в семейство познавательных телеканалов «Цифрового телевидения» ВГТРК и «Ростелекома» и вещал в крупнейших спутниковых и кабельных сетях. Он был доступен для зрителей России и стран СНГ. Распространением занималась компания «Сигнал Медиа».
24 июля 2015 года телеканал запустил онлайн-кинотеатр. В настоящее время данный ресурс недоступен.
9 июля 2015 года телеканал запустил проект «24_DOC в кино», в рамках которого телеканал занимался прокатом современного документального кино в кинотеатрах России. Проект стартовал премьерой Лоры Пойтрас «CITIZENFOUR. Правда Сноудена».
Вторым фильмом, представленным российским зрителям, стал фильм «Наваждение» — документальный триллер, исследующий тайную кухню Церкви саентологии.

## История

### 2005—2011
Основан в 2005 году в Москве компанией АртМедиа Групп, распространялся в основном в пакетах спутникового оператора «НТВ-Плюс». Тематикой было документальное кино о России. Структура телеканала состояла из семи тематических рубрик: «Наше общество», «Наша география», «Наша культура», «Наша наука», «Наши архивы», «Наше документальное кино», «Мир о нас».

### 2011
5 декабря 2011 года состоялся перезапуск телеканала, в рамках которого изменилось его оформление и наполнение. 24 Док стал единственным телеканалом актуальной мировой документалистики в России.
Новые слоганы телеканала — «Только docументы», «Вся мировая docументалистика на одном канале».
С 2011 по 2013 год входил в медиахолдинг «НКС Медиа».
Перезапуск телеканала осуществлялся под руководством генерального продюсера «НКС Медиа» Веры Оболонкиной, занявшей эту должность после работы на таких каналах, как «Первый канал», НТВ и СТС. Креативным продюсером запуска телеканала стала Вера Кричевская, в прошлом — режиссёр-постановщик программ «Свобода слова», «Антропология», «Страна и мир» на НТВ, а также креативный продюсер телеканала «Дождь».
С 5 декабря 2011 года сетка телеканала представлена шестью постоянными тематическими рубриками-линейками: «Россия Doc» (авторское и фестивальное кино российских документалистов), «Арт Doc» (современное искусство, видео-арт и фотография), «Эко Doc» (экология жизни, медицина, экостроительство), «Ино Doc» (иностранные документалисты о России), «Люди Doc» (человеческие истории и портреты), «Полит Doc» (самые острые политические и экономические события в мире).

### 2012
1 июня 2012 года заменил телеканал Настоящее смешное телевидение в кабельных и спутниковых сетях.
11 декабря в московском кинотеатре «Художественный» состоялось празднование первой годовщины обновлённого телеканала. Руководство канала сделало смелый и рисковый шаг: в этот вечер был продемонстрирован специально привезённый и заявленный в программе фестиваля «Артдокфест» фильм «I’m breathing / Я дышу», пусть и не создающий праздничную атмосферу, но совершенно точно отражающий суть деятельности телеканала «24_DOC» — показывать людям то, что заставляет их взглянуть на жизнь под другим углом. 16 декабря в эфире телеканала «24 Док» прошёл эксклюзивный показ фильма-обладателя Гран-при фестиваля «Артдокфест— 2012» — «А была любовь» (Швеция). Это был единственный телепоказ этого фильма в России.

### 2015
1 февраля 2015 года, после объединения активов ВГТРК и «Ростелекома» состоялся второй перезапуск телеканала. Изменились критерии выбора контента. Телеканал взял курс на актуальные истории, интересные широкой аудитории, фильмы, отмеченные международными фестивалями. В рамках перезапуска произошла смена дизайна канала. Оформление стало ярче и динамичнее. Сетка вещания — логичней и понятней для зрителя. В эфире появились шесть новых тематических линеек. Эфирную сетку заполнили примеры документалистики от BBC, PBS, Arte, Sony Pictures и других компаний.
24 июля 2015 года телеканал запустил онлайн-кинотеатр на сайте 24doc.ru.

### 2017
В мае 2017 года было объявлено, что на месте «24_DOC» будет запущен новый телеканал «Доктор».
1 июля 2017 года телеканал прекратил своё вещание.

## Актуальные рубрики

### Мастера
Культовые фильмы и последние работы легендарных режиссёров (Мартина Скорсезе, Клинта Иствуда, Вима Вендерса и др.)

### Биографии
Лучшие примеры кинопублицистики о легендарных личностях.

### Образ жизни
Актуальные проблемы общества и захватывающие истории людей.

### Арт
Фильмы, посвящённые кино, музыке и другим видам искусства.

### Сенсации
Фильмы о громких скандалах, мистификациях и научных открытиях.

### Частная жизнь
Истории из жизни обычных людей, не побоявшихся совершить смелые поступки.

## Вещание
24 DOC вещал посредством спутников ABS 1 / ABS 2. Распространением телеканала занималась компания «Сигнал Медиа».

## Руководство
Главный редактор — Мария Мирошниченко (с октября 2014 по июль 2017). Как режиссёр документального кино снимала фильмы, получившие призы на российских и международных кинофестивалях. Продюсер ток-шоу о документальном кино «Смотрим. Обсуждаем» на телеканале «Россия-Культура».
Главный режиссёр — Алена Смирнова. Шеф-редактор и автор сценариев документальных фильмов и телепрограмм, выходящих на разных каналах ВГТРК.